# Décembre 1837
Cette page présente les faits marquants du mois de décembre 1837.

## Événements
- 1er décembre : le maréchal Valée est nommé gouverneur général de l’Algérie.

- 5 décembre, France :
  - première exécution, aux Invalides, du Requiem de Berlioz pour les obsèques du général Damrémont;
  - procès en appel par la Comédie-Française, devant la Cour royale de Paris.

- 12 décembre, France : l'arrêt du tribunal de commerce est confirmé dans le procès en appel Hugo-Comédie-Française.

- 18 décembre, France : ouverture de la session parlementaire de 1838.

- 22 décembre, France : ordonnance instituant la création de « salles d'asile » pour les enfants de deux à six ans, ancêtres des écoles maternelles.

- 27 décembre (Russie) : calendrier julien : Transformation de la Ve section de la Chancellerie privée en un ministère des Domaines impériaux donné à Paul Kiselev (Pavel Kiselyov). Profonde réforme de la gestion locale des paysans d’État (auto-administration). L’impôt par tête est remplacé par un impôt foncier et des terres supplémentaires sont octroyées aux paysans les plus pauvres.

## Naissances
- 6 décembre : Alexandra Frosterus-Såltin, artiste peintre finlandaise († 29 février 1916).
- 22 décembre : Vladimir Markovnikov (mort en 1904), chimiste russe.
- 24 décembre : Élisabeth de Wittelsbach dite « Sissi », impératrice d'Autriche et reine de Hongrie, épouse de François-Joseph Ier
- 25 décembre : Cosima Liszt, fille de Marie d'Agoult et de Franz Liszt, épouse de Hans von Bülow, puis de Richard Wagner. Elle sera également, l'Ariane de Frédéric Nietzsche.

## Décès
- 11 décembre : Henri-Alexandre Tessier (né en 1741), médecin et agronome français.